# National Register of Historic Places
Národní registr historických památek (anglicky National Register of Historic Places, zkratka NRHP) je oficiální seznam kulturních památek Spojených států amerických hodných ochrany, schválený zákonem National Historic Preservation Act z roku 1966. Registr je součástí národního programu pro koordinaci a podporu veřejného a soukromého úsilí o identifikaci, hodnocení a ochranu amerických historických a archeologických zdrojů. Do registru jsou zařazeny budovy, stavby, objekty, lokality a historické čtvrti, které jsou důležité pro americkou historii, architekturu, archeologii, techniku a kulturu. Registr NRHP spravuje Národní správa parků, která je součástí amerického ministerstva vnitra.

## Historie a cíle
Problematika ochrany historických nemovitostí se ve Spojených státech stala národní politikou díky přijetí následujících zákonů:
- Zákon o starožitnostech z roku 1906 (Antiquities Act of 1906),

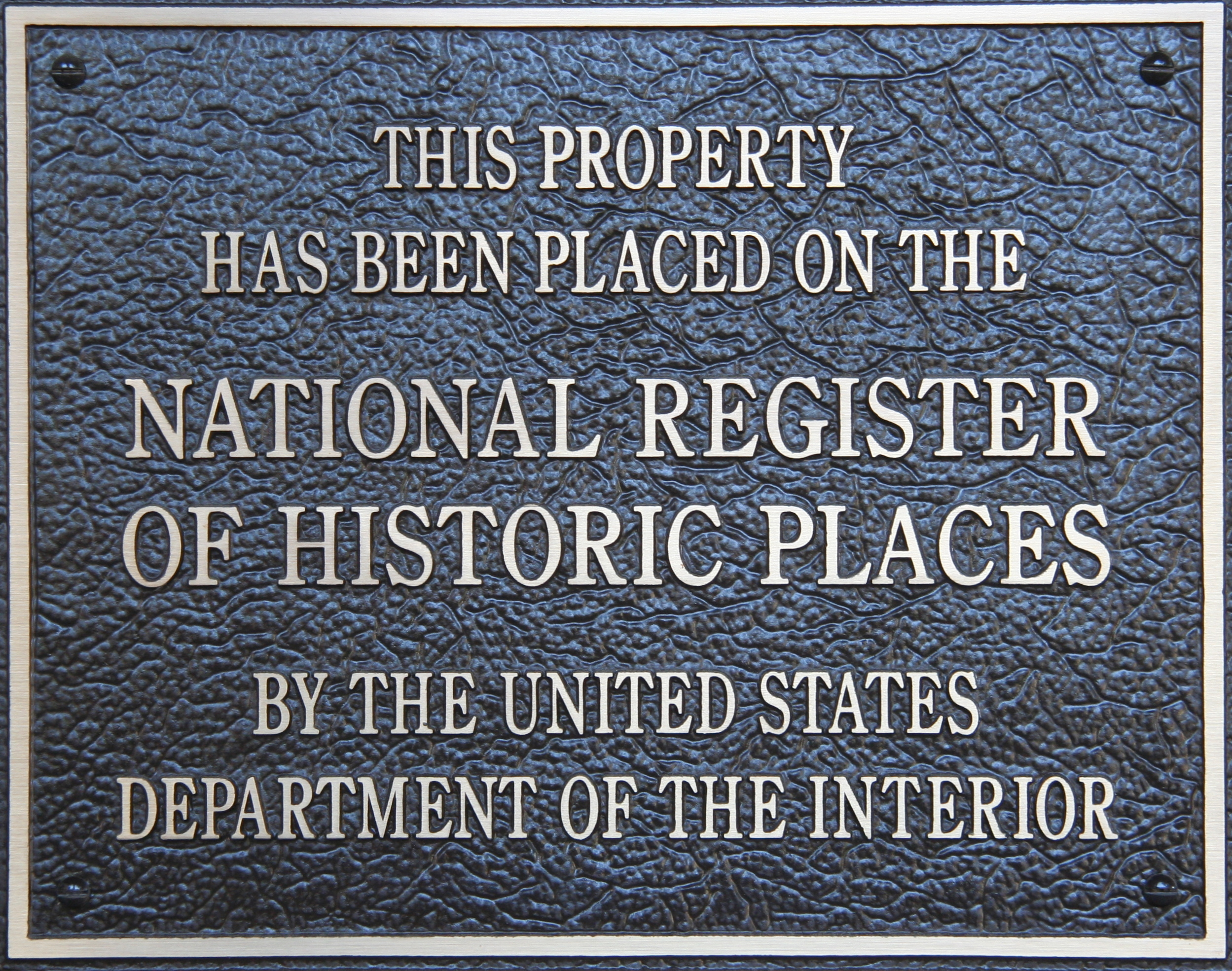
Informační tabule objektu, který je zapsán v Národním registru kulturních památek

- Zákon o historických památkách z roku 1935 (Historic Sites Act of 1935),
- Národní zákon o ochraně historických památek z roku 1966 (National Historic Preservation Act of 1966), ve znění pozdějších předpisů.

Zákon o historických památkách z roku 1935 (Historic Sites Act of 1935) pověřil ministra vnitra, aby zřizoval a uznával památky národního významu (National Historic Landmark) pro historii a archeologii Spojených států. Národní zákon o ochraně historických památek z roku 1966 pověřil ministra vnitra, aby toto uznání rozšířil na nemovitosti místního a národního významu pro americkou historii, architekturu, archeologii, inženýrství a kulturu, které si zaslouží ochranu. Národní registr historických míst je oficiální seznam těchto uznaných nemovitostí, který z pověření ministra vnitra spravuje a vypracovává Správa národních parků.
Národní registr historických míst dokumentuje fyzickou podobu a význam budov, staveb, objektů, míst a oblastí významných pro americkou prehistorii a historii. Za účelem výběru nemovitostí pro zařazení do NRHP vypracovala National Park Service kritéria pro hodnocení národního registru (státní seznam hodnotících kritérií) jako soubor kritérií, podle kterých se hodnotí každá nemovitost nominovaná do NRHP. Národní správa parků navíc vypracovala kritéria pro uznávání nemovitostí státního významu (označovaných jako národní historické památky) a prehistorických a historických jednotek zařazených do systému národních parků. Obě sady kritérií byly vypracovány tak, aby byly v souladu se Standardy a pokyny pro archeologii a památkovou péči Ministerstva vnitra, které jsou jednotnými státními standardy přijatými pro památkovou péči. Zařazení nemovitosti do NRHP je důležitým krokem v procesu národní památkové péče. Odpovědnost za identifikaci, počáteční hodnocení, nominaci a rozvoj historických zdrojů nesou jednotlivci, státní a federální orgány ochrany přírody, místní samosprávy a indiánské kmeny. Konečné hodnocení a zařazení do NRHP je v kompetenci Správce národního registru.

## Kategorie historických nemovitostí

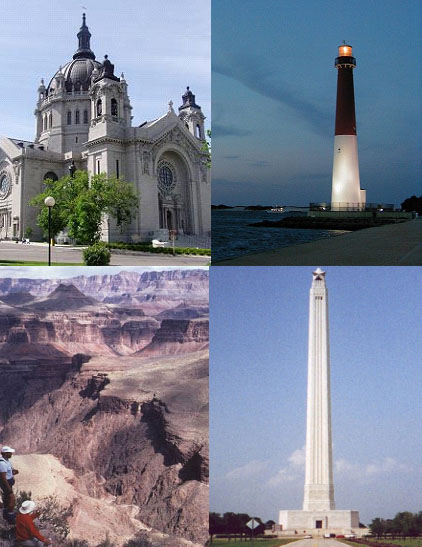
Příklady kategorií historických nemovitostí v Národním registru historických památek (zleva nahoře, ve směru hodinových ručiček): "budova" (katedrála sv. Pavla v St. Paulu), "struktura" (maják Barnegat na ostrově Long Beach), "objekt" (památník San Jacinto) a "místo" (hora Pikes Peak)

Seznam Národního registru historických památek obecně zahrnuje 5 kategorií fyzického majetku: budova, stavba, objekt, lokalita a čtvrť. Jednotlivé nemovitosti a malé skupiny nemovitostí spadají do prvních čtyř kategorií: například radnice a doprovodná kašna jsou klasifikovány jako "budova", statek s přidruženými budovami je rovněž klasifikován jako "budova", park s altánem je klasifikován jako "pozemek". Do páté kategorie jsou zařazeny nemovitosti, které existují ve větším počtu a rozkládají se na větší ploše.

### Budova
Budova (building) stavba, která byla vytvořena převážně za účelem zajištění jakékoli lidské činnosti: dům, kostel, hotel, radnice, administrativní budova, pošta, knihovna, škola, divadlo, nádraží, sklad atd. Budova způsobilá pro zařazení do registru NRHP musí mít všechny základní prvky své konstrukce. Do seznamu se nezařazují pouze části budovy, jako je fasáda, interiér nebo křídla. Pokud budova ztratila základní prvky své konstrukce, je považována za zříceninu a klasifikována jako lokalita.

### Struktura
Pojem struktura (structure) se používá pro označení jakékoli stavby, která není budovou a která slouží k jinému účelu než k zajištění lidské činnosti, ale také pro označení dopravního prostředku (auto, letadlo, loď, plavidlo). Stejně jako u budov i zde platí, že stavba, která může být zařazena do seznamu, musí mít všechny základní prvky své konstrukce, jinak je považována za zříceninu. Příklady: silnice, most, tunel, maják, průmyslová pec, sýpka, zavlažovací systém, větrný mlýn, přehrada.

### Objekt
Termín objekt (object) se vztahuje na stavby jiné než budovy nebo stavby, které mají převážně umělecký účel, vyznačují se malými rozměry a jednoduchou konstrukcí, např. kašna, hraniční znak, mezník, pomník, socha, sousoší. Ačkoli mohou být (ze své podstaty nebo konstrukce) přenosné, jsou obvykle spojeny s určitým místem nebo prostředím. Předměty (sochy, dekorativní prvky), které nemají vazbu na konkrétní místo (např. byly přemístěny do muzea), nejsou způsobilé pro zařazení do registru NPHP.

### Lokalita
Termín lokalita (site) se považuje oblast významné události, pravěkého nebo historického osídlení nebo činnosti a budova nebo stavba zachovaná v troskách nebo již neexistující, pokud samotný pozemek, na kterém se nemovitost nachází (nebo nacházela), má historickou, kulturní nebo archeologickou hodnotu bez ohledu na hodnotu budovy nebo stavby, která se na něm zachovala. Příklady: bojiště, tábořiště, upravená krajina (park, zahrada), archeologická lokalita, naučná stezka, přírodní památka, petroglyfy, ruiny budov nebo staveb, vraky lodí.

### Okres
Pojem okres (district) znamená soubor vzájemně propojených budov, staveb, objektů nebo míst, historicky vzájemně spojených plánem nebo fyzickým vývojem, např.: farma, areál, průmyslový komplex, komerční nemovitost, sídliště, systém kanálů, dopravní systém, vesnice.